# 臺北市士林區士林國民小學
臺北市士林區士林國民小學（英語：Taipei Municipal Shilin Elementary School），是一所位在臺北市士林區大東路的公立國民小學。該學校之前身為日本人士於1895年創辦之芝山巖學堂。

## 歷史
1895年，日本人士在芝山巖創立「芝山巖學堂」（原址現為芝山巖惠濟宮）。
1896年1月1日，發生六氏先生事件。4月22日，改名為「國語學校附屬芝山巖學堂」。6月1日，改名為「國語學校第一附屬學校」。1898年10月1日，改名為「八芝蘭公學校」。1904年11月3日，遷校至現址的新落成校舍。1916年12月25日，講堂落成。
1921年，改名為「士林公學校」。1941年，改名為「士林國民學校」。
1946年，改名為「臺北縣立士林國民學校」。1949年，改名為「陽明山管理局士林國民學校」。1971年，校史館創立。
1974年，改名為「臺北市士林區士林國民小學」。1983年，昆蟲、貝殼館創立。1992年11月10 日，收回士林中山堂（原士林公會堂）。2003年，開始培訓昆蟲、貝殼館小小解說員。
2005年，士林國小圖書館被命名為「芝蘭書苑」。同年，各間教室、操場PU跑道及圖書館開始整修，並於2006年重新啟用。
2008年，教學大樓外牆、鄉土教材館內部、校門、北大樓、東大樓進行整修，並於2009年重新啟用。
2010年，活動中心大樓、南棟大樓、西棟大樓進行電源改善工程，健康中心進行翻修工程，幼稚園、溜冰場地區進行整平及電源改善工程；同年，中國大陸教育訪問團、新加坡百惠國小等前來拜訪。

## 文化資產

### 原八芝蘭公學校講堂
興建於大正5年（西元1916年）的磚造校舍，是目前校內唯一日治時代留存建築。目前仍保存原有的建築本體、圓拱窗、扶壁、舞臺等，具有重要文化價值；門廊前八芝蘭公學校時期之門柱亦為重要史蹟。已指定為台北市市定古蹟。

### 原士林公會堂
建築完成於1929年前。曾經歷增建、改建，雖失去原始舊貌，但仍保存建築牆體、部分門扇與開窗，及入口處的車寄（門廊）形貌，可呈顯昭和時代公會堂建築之特色。公會堂為人民團體、學校、社團等舉行各種活動與交流之場所，呈現出當時社會發展狀況，同時也是見證臺灣早期公民意識提升之場域。戰後作為中山堂，曾用作當地聯合授課空間，具有凝聚在地認同的價值以及見證教育發展的歷史意義。建築之特色。已登錄為台北市歷史建築。

## 歷任校長

### 日治時期
- 第一任：渡邊高市
- 第二任：新家鶴七郎
- 第三任：美和元一
- 第四任：前田孟雄
- 第五任：山田恭之進
- 第六任：迫田茂
- 第七任：後藤吉人
- 第八任：雄谷雄作
- 第九任：中野勝馬
- 第十任：石原靜三
- 第十一任：田淳吉
- 第十二任：大仁田豐藏

### 民國時期
- 第一任：蘇進傳
- 第二任：潘銀貴
- 第三任：高元斌
- 第四任：鄭燦堃
- 第五任：余季佈
- 第六任：李元華
- 第七任：林榮華
- 第八任：張盛凱
- 第九任：邱錦興（2002年－2010年7月底）
- 第十任：彭新維（2010年-2014年7月底）
- 第十一任：修金莒（2014年-2018年7月底）
- 第十二任：吳明郁（現任）

註 : 其中數任代理校長並未列出

## 獲獎
- 臺北聽障奧運葡萄牙接待學校（2009年）
- 友善學校
- 本土語言教學績優學校
- 優質學校

## 傑出校友
- 吳碧珠

## 校歌
日治時期：
一、

我が里近き 劍潭山

島の鎮めの宮所

尊き御影を仰ぎつつ

共に務めて學ぶべし
二、

我が里近き 芝山巖

今の教へのもとどころ

まめひき績を偲びつつ

共にみて 學ぶべし
三、

士林の里はもの學び

早く開けて名に負えり

我らも共に進みつつ

務め勵みて 學ぶべし
戰後：
士林風光真美麗，屯山蒼蒼 淡河泱泱，
我們學校在美麗的環境，
老師勤教訓，同學好用功，
士林國民小學，士林國民小學
士林歷史真悠久，文化發達 人才輩出，
我們學校是歷史的搖籃，
老師勤教訓，同學好用功，
士林國民小學，士林國民小學

## 外部連結
- 臺北市士林區士林國民小學 （页面存档备份，存于）
- 士林國小風華再現的Facebook專頁
- YouTube上的臺北市士林國小頻道